# The Narrows 49
The Narrows 49 är ett reservat i Kanada.   Det ligger i provinsen Manitoba, i den sydöstra delen av landet, 1 800 km väster om huvudstaden Ottawa. The Narrows 49 ligger vid sjön Lake St. Martin.
Trakten runt The Narrows 49 är nära nog obefolkad, med mindre än två invånare per kvadratkilometer.